# Sanchazi
Sanchazi är en ort i Kina. Den ligger i provinsen Jilin, i den nordöstra delen av landet, omkring 230 kilometer sydost om provinshuvudstaden Changchun. Antalet invånare är 66 576.
Runt Sanchazi är det ganska tätbefolkat, med 192 invånare per kvadratkilometer. Sanchazi är det största samhället i trakten. I omgivningarna runt Sanchazi växer i huvudsak blandskog.
Genomsnittlig årsnederbörd är 1 137 millimeter. Den regnigaste månaden är juli, med i genomsnitt 304 mm nederbörd, och den torraste är januari, med 12 mm nederbörd.